# Franz Schiewer
Franz Schiewer (Forst, Brandenburg, 15 de novembre de 1990) és un ciclista alemany professional des del 2009 i actualment a l'equip LKT Brandenburg. Combina la pista amb la carretera.

## Palmarès en ruta
- 2009
  - 1r al Tour de Berlín

## Palmarès en pista
- 2010
  -  Campió d'Alemanya en Puntuació
- 2011
  -  Campió d'Alemanya en Persecució per equips (amb Nikias Arndt, Henning Bommel i Stefan Schäfer)
- 2013
  -  Campió d'Alemanya en Persecució per equips (amb Roger Kluge, Felix Donatht i Stefan Schäfer)
- 2017
  -  Campió d'Europa de Mig fons